# Idrettsklubben Start 1994
Questa pagina raccoglie i dati riguardanti l'Idrettsklubben Start nelle competizioni ufficiali della stagione 1994.

## Stagione
Lo Start chiuse la stagione al quarto posto finale. L'avventura in Coppa di Norvegia, invece, si chiuse al quarto turno con l'eliminazione per mano del Rosenborg. Tommy Svindal Larsen e Frode Olsen furono i calciatori più utilizzati in campionato, con 22 presenze ciascuno. Petter Belsvik fu invece il miglior marcatore, con i suoi 16 gol.

## Rosa
| N. |                     | Ruolo | Calciatore         |
| -- | ------------------- | ----- | ------------------ |
|    | Norvegia (bandiera) | P     | Frode Olsen        |
|    | Norvegia (bandiera) | P     | Espen Skistad      |
|    | Norvegia (bandiera) | D     | Helge Bjønsaas     |
|    | Norvegia (bandiera) | D     | Claus Eftevaag     |
|    | Norvegia (bandiera) | D     | Jørgen Hammersland |
|    | Norvegia (bandiera) | D     | Pål Lydersen       |
|    | Norvegia (bandiera) | D     | Per Osmundsen      |
|    | Norvegia (bandiera) | D     | Steinar Pedersen   |
|    | Norvegia (bandiera) | D     | Viggo Strømme      |
|    | Norvegia (bandiera) | D     | Frank Tønnesen     |

| N. |                     | Ruolo | Calciatore                |
| -- | ------------------- | ----- | ------------------------- |
|    | Norvegia (bandiera) | C     | Bernt Christian Birkeland |
|    | Norvegia (bandiera) | C     | Tommy Svindal Larsen      |
|    | Norvegia (bandiera) | C     | Tore Løvland              |
|    | Norvegia (bandiera) | C     | Erik Mykland              |
|    | Norvegia (bandiera) | C     | Morten Ørum Pettersen     |
|    | Norvegia (bandiera) | C     | Thom Jarle Thomassen      |
|    | Norvegia (bandiera) | A     | Petter Belsvik            |
|    | Norvegia (bandiera) | A     | Tore André Dahlum         |
|    | Norvegia (bandiera) | A     | Klaus Murbræch            |

## Calciomercato

### Sessione invernale
| Acquisti | Acquisti                  | Acquisti  | Acquisti      |
| R.       | Nome                      | da        | Modalità      |
| -------- | ------------------------- | --------- | ------------- |
| D        | Pål Lydersen              | Arsenal   | definitivo    |
| D        | Odd Arild Skonhoft        | Nardo     | fine prestito |
| C        | Bernt Christian Birkeland | Donn      | definitivo    |
| A        | Petter Belsvik            | HamKam    | definitivo    |
| A        | Tore André Dahlum         | Rosenborg | definitivo    |

| Cessioni | Cessioni                 | Cessioni | Cessioni   |
| R.       | Nome                     | a        | Modalità   |
| -------- | ------------------------ | -------- | ---------- |
| D        | Bård Borgersen           | Bryne    | definitivo |
| D        | Thomas Fransson          |          | ritiro     |
| D        | Odd Arild Skonhoft       | Bryne    | definitivo |
| C        | Bent Trygve Hansen       |          | svincolato |
| C        | Øyvind Klausen           |          | svincolato |
| C        | Kjetil Ruthford Pedersen | Mjølner  | definitivo |
| C        | Per Egil Swift           | Tromsø   | definitivo |
| A        | Espen Daland             |          | svincolato |
| A        | Ivar Sigurdsen           |          | svincolato |
| A        | Arild Tønnessen          |          | svincolato |

### Sessione estiva
| Acquisti | Acquisti | Acquisti | Acquisti |
| R.       | Nome     | da       | Modalità |
| -------- | -------- | -------- | -------- |

| Cessioni | Cessioni | Cessioni | Cessioni |
| R.       | Nome     | a        | Modalità |
| -------- | -------- | -------- | -------- |

## Risultati

### Eliteserien

#### Girone di andata
| Trondheim 17 aprile 1994, ore 18:00 1ª giornata               | Rosenborg | 2 – 0 [http://www.fotball.no/System-pages/Kampfakta/?matchId=3464594 referto] | Start | Lerkendal Stadion (11.500 spett.) |
| \| \| \| \| \| Bergersen 26’ Brattbakk 39’ \| Marcatori \| \| |           |                                                                               |       |                                   |
|                                                               |           |                                                                               |       |                                   |
| Bergersen 26’ Brattbakk 39’                                   | Marcatori |                                                                               |       |                                   |

| Kristiansand 24 aprile 1994, ore 18:00 2ª giornata        | Start     | 1 – 1 [http://www.fotball.no/System-pages/Kampfakta/?matchId=3464597 referto] | Brann | Kristiansand Stadion (8.630 spett.) |
| \| \| \| \| \| Dahlum 81’ \| Marcatori \| 74’ Soltvedt \| |           |                                                                               |       |                                     |
|                                                           |           |                                                                               |       |                                     |
| Dahlum 81’                                                | Marcatori | 74’ Soltvedt                                                                  |       |                                     |

| Drammen 27 aprile 1994, ore 18:00 3ª giornata                | Strømsgodset | 1 – 1 referto | Start | Marienlyst Stadion (5.476 spett.) |
| \| \| \| \| \| Johannessen 48’ \| Marcatori \| 57’ Larsen \| |              |               |       |                                   |
|                                                              |              |               |       |                                   |
| Johannessen 48’                                              | Marcatori    | 57’ Larsen    |       |                                   |

| Kristiansand 30 aprile 1994, ore 16:00 4ª giornata                 | Start     | 2 – 1 referto | Viking | Kristiansand Stadion (5.113 spett.) |
| \| \| \| \| \| Belsvik 26’ Mykland 84’ \| Marcatori \| 18’ Aase \| |           |               |        |                                     |
|                                                                    |           |               |        |                                     |
| Belsvik 26’ Mykland 84’                                            | Marcatori | 18’ Aase      |        |                                     |

| Kristiansand 8 maggio 1994, ore 18:00 5ª giornata          | Start     | 1 – 1 referto | Lillestrøm | Kristiansand Stadion (6.712 spett.) |
| \| \| \| \| \| Belsvik 90’ \| Marcatori \| 52’ Bjarmann \| |           |               |            |                                     |
|                                                            |           |               |            |                                     |
| Belsvik 90’                                                | Marcatori | 52’ Bjarmann  |            |                                     |

| Sogndal 12 maggio 1994, ore 18:00 6ª giornata                  | Sogndal   | 1 – 1 [http://www.fotball.no/System-pages/Kampfakta/?matchId=3464621 referto] | Start | Fosshaugane Campus (2.149 spett.) |
| \| \| \| \| \| Helgesen 59’, 60’ \| Marcatori \| 5’ Løvland \| |           |                                                                               |       |                                   |
|                                                                |           |                                                                               |       |                                   |
| Helgesen 59’, 60’                                              | Marcatori | 5’ Løvland                                                                    |       |                                   |

| Kristiansand 16 maggio 1994, ore 18:00 7ª giornata | Start     | 0 – 1 referto | Kongsvinger | Kristiansand Stadion (7.481 spett.) |
| \| \| \| \| \| \| Marcatori \| 66’ Frigård \|      |           |               |             |                                     |
|                                                    |           |               |             |                                     |
|                                                    | Marcatori | 66’ Frigård   |             |                                     |

| Hamar 23 maggio 1994, ore 18:00 8ª giornata                | HamKam    | 1 – 1 referto | Start | Briskeby Gressbane (3.137 spett.) |
| \| \| \| \| \| Ingelstad 22’ \| Marcatori \| 61’ Dahlum \| |           |               |       |                                   |
|                                                            |           |               |       |                                   |
| Ingelstad 22’                                              | Marcatori | 61’ Dahlum    |       |                                   |

| Kristiansand 26 maggio 1994, ore 19:00 9ª giornata          | Start     | 1 – 1 referto | Bodø/Glimt | Kristiansand Stadion (4.072 spett.) |
| \| \| \| \| \| Lydersen 85’ \| Marcatori \| 52’ Staurvik \| |           |               |            |                                     |
|                                                             |           |               |            |                                     |
| Lydersen 85’                                                | Marcatori | 52’ Staurvik  |            |                                     |

| Tromsø 29 maggio 1994, ore 18:00 10ª giornata | Tromsø    | 0 – 1 [http://www.fotball.no/System-pages/Kampfakta/?matchId=3464646 referto] | Start | Alfheim Stadion (4.143 spett.) |
| \| \| \| \| \| \| Marcatori \| 22’ Løvland \| |           |                                                                               |       |                                |
|                                               |           |                                                                               |       |                                |
|                                               | Marcatori | 22’ Løvland                                                                   |       |                                |

| Kristiansand 24 luglio 1994, ore 18:00 11ª giornata                      | Start     | 3 – 1 referto | VIF Fotball | Kristiansand Stadion (3.684 spett.) |
| \| \| \| \| \| Dahlum 7’ Belsvik 22’, 45’ \| Marcatori \| ?’ (aut.) ? \| |           |               |             |                                     |
|                                                                          |           |               |             |                                     |
| Dahlum 7’ Belsvik 22’, 45’                                               | Marcatori | ?’ (aut.) ?   |             |                                     |

#### Girone di ritorno
| Kristiansand 27 luglio 1994, ore 19:00 12ª giornata | Start     | 1 – 1 [http://www.fotball.no/System-pages/Kampfakta/?matchId=3464660 referto] | Rosenborg | Kristiansand Stadion (8.327 spett.) |
| \| \| \| \| \| ? ?’ \| Marcatori \| 62’ Bragstad \| |           |                                                                               |           |                                     |
|                                                     |           |                                                                               |           |                                     |
| ? ?’                                                | Marcatori | 62’ Bragstad                                                                  |           |                                     |

| Bergen 31 luglio 1994, ore 18:00 13ª giornata  | Brann     | 1 – 0 [http://www.fotball.no/System-pages/Kampfakta/?matchId=3464663 referto] | Start | Brann Stadion (8.120 spett.) |
| \| \| \| \| \| Strandli 47’ \| Marcatori \| \| |           |                                                                               |       |                              |
|                                                |           |                                                                               |       |                              |
| Strandli 47’                                   | Marcatori |                                                                               |       |                              |

| Bærum 14 agosto 1994, ore 18:00 14ª giornata                                                            | Start     | 7 – 0 referto | Strømsgodset | Nadderud Stadion (3.902 spett.) |
| \| \| \| \| \| Mykland 10’ Dahlum 18’, 26’, 55’ Lydersen 37’ Belsvik 52’ Løvland 73’ \| Marcatori \| \| |           |               |              |                                 |
| |           |               |              |                                 |
| Mykland 10’ Dahlum 18’, 26’, 55’ Lydersen 37’ Belsvik 52’ Løvland 73’                                   | Marcatori |               |              |                                 |

| Minde 14 agosto 1994, ore 18:00 15ª giornata                                           | Viking    | 3 – 2 referto              | Start | Øverl. Minde (9.857 spett.) |
| \| \| \| \| \| Østenstad 7’ Bøe 40’, 86’ \| Marcatori \| 18’ Pettersen 69’ Eftevaag \| |           |                            |       |                             |
|                                                                                        |           |                            |       |                             |
| Østenstad 7’ Bøe 40’, 86’                                                              | Marcatori | 18’ Pettersen 69’ Eftevaag |       |                             |

| Lillestrøm 18 agosto 1994, ore 19:00 16ª giornata                     | Lillestrøm | 2 – 2 referto    | Start | Åråsen Stadion (3.833 spett.) |
| \| \| \| \| \| Solbakken 59’, 60’ \| Marcatori \| 14’, 44’ Belsvik \| |            |                  |       |                               |
|                                                                       |            |                  |       |                               |
| Solbakken 59’, 60’                                                    | Marcatori  | 14’, 44’ Belsvik |       |                               |

| Moss 28 agosto 1994, ore 18:00 17ª giornata                      | Start     | 2 – 1 [http://www.fotball.no/System-pages/Kampfakta/?matchId=3464687 referto] | Sogndal | Melløs Stadion (3.420 spett.) |
| \| \| \| \| \| Belsvik 2’ Dahlum 52’ \| Marcatori \| 26’ Moen \| |           |                                                                               |         |                               |
|                                                                  |           |                                                                               |         |                               |
| Belsvik 2’ Dahlum 52’                                            | Marcatori | 26’ Moen                                                                      |         |                               |

| Kongsvinger 31 agosto 1994, ore 18:00 18ª giornata                       | Kongsvinger | 2 – 1 referto | Start | Gjemselund Stadion (2.321 spett.) |
| \| \| \| \| \| Levernes 46’ Engerbakk 64’ \| Marcatori \| 49’ Belsvik \| |             |               |       |                                   |
|                                                                          |             |               |       |                                   |
| Levernes 46’ Engerbakk 64’                                               | Marcatori   | 49’ Belsvik   |       |                                   |

| Kristiansand 18 settembre 1994, ore 15:00 19ª giornata                           | Start     | 4 – 0 referto | HamKam | Kristiansand Stadion (3.246 spett.) |
| \| \| \| \| \| Belsvik 17’ Dahlum 20’ Løvland 70’ Mykland 75’ \| Marcatori \| \| |           |               |        |                                     |
|                                                                                  |           |               |        |                                     |
| Belsvik 17’ Dahlum 20’ Løvland 70’ Mykland 75’                                   | Marcatori |               |        |                                     |

| Bodø 25 settembre 1994, ore 15:00 20ª giornata                                       | Bodø/Glimt | 0 – 6 referto                                      | Start | Aspmyra Stadion (3.855 spett.) |
| \| \| \| \| \| \| Marcatori \| 31’ Bjønsaas 32’, 53’, 58’ Belsvik 32’, 70’ Dahlum \| |            |                                                    |       |                                |
|                                                                                      |            |                                                    |       |                                |
|                                                                                      | Marcatori  | 31’ Bjønsaas 32’, 53’, 58’ Belsvik 32’, 70’ Dahlum |       |                                |

| Kristiansand 2 ottobre 1994, ore 15:00 21ª giornata                                 | Start     | 3 – 1 [http://www.fotball.no/System-pages/Kampfakta/?matchId=3464712 referto] | Tromsø | Kristiansand Stadion (3.489 spett.) |
| \| \| \| \| \| Løvland 3’ Pedersen 36’ Belsvik 39’ \| Marcatori \| 85’ Rushfeldt \| |           |                                                                               |        |                                     |
|                                                                                     |           |                                                                               |        |                                     |
| Løvland 3’ Pedersen 36’ Belsvik 39’                                                 | Marcatori | 85’ Rushfeldt                                                                 |        |                                     |

| Oslo 16 ottobre 1994, ore 13:00 22ª giornata       | VIF Fotball | 0 – 2 referto    | Start | Ullevaal Stadion (5.211 spett.) |
| \| \| \| \| \| \| Marcatori \| 19’, 46’ Belsvik \| |             |                  |       |                                 |
|                                                    |             |                  |       |                                 |
|                                                    | Marcatori   | 19’, 46’ Belsvik |       |                                 |

### Coppa di Norvegia
|  | Vindbjart | 0 – 5 | Start |  |

|  | Egersund | 0 – 7 | Start |  |

|  | Start | 4 – 1 | Bryne |  |

| 20 luglio 1994                                                                                          | Rosenborg | 5 – 1 referto | Start |  |
| \| \| \| \| \| Hoftun 67’ Leonhardsen 71’ Løken 76’ Bergersen 81’ Brattbakk 85’ \| Marcatori \| ?’ ? \| |           |               |       |  |
| |           |               |       |  |
| Hoftun 67’ Leonhardsen 71’ Løken 76’ Bergersen 81’ Brattbakk 85’                                        | Marcatori | ?’ ?          |       |  |

## Statistiche

### Statistiche di squadra
| Competizione      | Punti | In casa | In casa | In casa | In casa | In casa | In casa | In trasferta | In trasferta | In trasferta | In trasferta | In trasferta | In trasferta | Totale | Totale | Totale | Totale | Totale | Totale | DR  |
| Competizione      | Punti | G       | V       | N       | P       | Gf      | Gs      | G            | V            | N            | P            | Gf           | Gs           | G      | V      | N      | P      | Gf     | Gs     | DR  |
| ----------------- | ----- | ------- | ------- | ------- | ------- | ------- | ------- | ------------ | ------------ | ------------ | ------------ | ------------ | ------------ | ------ | ------ | ------ | ------ | ------ | ------ | --- |
| Tippeligaen       | 26    | 11      | 6       | 4       | 1       | 25      | 9       | 11           | 3            | 4            | 4            | 17           | 13           | 22     | 9      | 8      | 5      | 42     | 22     | +20 |
| Coppa di Norvegia | -     | 1       | 1       | 0       | 0       | 4       | 1       | 3            | 2            | 0            | 1            | 13           | 5            | 4      | 3      | 0      | 1      | 17     | 6      | +11 |
| Totale            | -     | 12      | 7       | 4       | 1       | 29      | 10      | 14           | 5            | 4            | 5            | 30           | 18           | 26     | 12     | 8      | 6      | 59     | 28     | +31 |

### Statistiche dei giocatori
| Giocatore      | Eliteserien | Eliteserien | Coppa di Norvegia | Coppa di Norvegia | Totale   | Totale |
| Giocatore      | Presenze    | Reti        | Presenze          | Reti              | Presenze | Reti   |
| -------------- | ----------- | ----------- | ----------------- | ----------------- | -------- | ------ |
| P. Belsvik     | 21          | 16          | ?                 | ?                 | 21+      | 16+    |
| B. Birkeland   | 16          | 0           | ?                 | ?                 | 16+      | 0+     |
| H. Bjønsaas    | 21          | 1           | ?                 | ?                 | 21+      | 1+     |
| T. Dahlum      | 17          | 10          | ?                 | ?                 | 17+      | 10+    |
| C. Eftevaag    | 19          | 1           | ?                 | ?                 | 19+      | 1+     |
| J. Hammersland | 1           | 0           | ?                 | ?                 | 1+       | 0+     |
| T. Larsen      | 22          | 1           | ?                 | ?                 | 22+      | 1+     |
| T. Løvland     | 19          | 5           | ?                 | ?                 | 19+      | 5+     |
| P. Lydersen    | 21          | 2           | ?                 | ?                 | 21+      | 2+     |
| K. Murbræch    | 3           | 0           | ?                 | ?                 | 3+       | 0+     |
| E. Mykland     | 20          | 3           | ?                 | ?                 | 20+      | 3+     |
| F. Olsen       | 22          | 0           | ?                 | ?                 | 22+      | 0+     |
| P. Osmundsen   | 7           | 0           | ?                 | ?                 | 7+       | 0+     |
| S. Pedersen    | 16          | 1           | ?                 | ?                 | 16+      | 1+     |
| M. Pettersen   | 21          | 1           | ?                 | ?                 | 21+      | 1+     |
| E. Skistad     | 1           | 0           | ?                 | ?                 | 1+       | 0+     |
| V. Strømme     | 15          | 0           | ?                 | ?                 | 15+      | 0+     |
| J. Thomassen   | 3           | 0           | ?                 | ?                 | 3+       | 0+     |
| F. Tønnesen    | 8           | 0           | ?                 | ?                 | 8+       | 0+     |